# HMS Erebus (1826)
La HMS Erebus fu una nave britannica del XIX secolo.
Fu la seconda di una serie di cinque navi inglesi che ebbero lo stesso nome. Era una tre alberi da 372 tonnellate appartenente alla classe Hecla. La nave, che dopo alcuni anni di navigazione nel Mar Mediterraneo era stata riattrezzata per la navigazione nell'Artico, fu ulteriormente rafforzata e ne vennero resi gli interni confortevoli e adatti alle lunghe navigazioni. La Erebus, insieme alla nave HMS Terror, effettuò tre importanti spedizioni nell'Antartide durante le quali furono scoperte varie nuove aree ed elementi geografici tra cui la Grande barriera, la Terra Vittoria e i monti Erebus e Terror.
Il 9 settembre 2014 il governo canadese ha affermato di aver trovato, mediante l'utilizzo di robot sottomarini e sonar, il relitto dell'imbarcazione Erebus sulla quale aveva viaggiato Franklin.

## La spedizione di Ross
Dopo due anni di servizio nel Mar Mediterraneo, il 21 novembre 1840, capitanata da James Clark Ross, partì dalla Tasmania per l'Antartide in compagnia della Terror. Nel gennaio del 1841, gli equipaggi di entrambe le navi attraccarono alla Terra della regina Victoria e cominciarono a denominare le varie aree circostanti con i nomi di personaggi, politici e scienziati britannici. Il monte Erebus, sull'isola di Ross, fu così chiamato in onore della nave stessa.
Scoprirono poi la Barriera di Ross, che non furono in grado di penetrare, e la seguirono verso est fino a quando le condizioni estreme li costrinsero a tornare in Tasmania. La stagione seguente, nel 1842, Ross continuò a circumnavigare la "Grande Barriera di Ghiaccio", come veniva chiamata, continuando a seguirla verso est. Le due navi toccarono le isole Falkland prima di tornare in Antartide nella stagione 1842-1843. Gli equipaggi condussero studi sul magnetismo e tornarono con preziosi dati oceanografici, collezioni di botanica ed esemplari ornitologici. Gli uccelli raccolti durante la spedizione furono descritti e illustrati da George Robert Gray e Richard Sharpe Bowdler in The Zoology of the Voyage of HMS Erebus & HMS Terror. Birds of New Zealand, 1875.

## La spedizione di Franklin
Per il loro viaggio successivo verso l'Artico sotto il comando di Sir John Franklin, la Erebus e la Terror furono equipaggiate con motori a vapore da 15 KW, (convertiti da motori di locomotiva), e con una placcatura in ferro che rivestiva gli scafi. Sir John Franklin salpò con la Erebus mentre la Terror fu sotto il comando di Francis Crozier. La spedizione aveva lo scopo dichiarato di raccogliere dati nel Canada del Nord e di completare l'attraversamento del passaggio a Nord Ovest, che era già stato tracciato da est a ovest, ma non era mai stato del tutto superato.
Dopo aver attraversato lo stretto di Lancaster, gli equipaggi trascorsero il primo inverno sull'isola di Beechey, nei pressi dell'isola di Devon. Dopo un avanzamento in direzione Sud-Ovest, le navi restarono bloccate nel ghiaccio nei pressi dell'isola di Re Guglielmo nel 1848 e, dopo la morte di Franklin, furono abbandonate dagli equipaggi.
Le navi furono avvistate l'ultima volta nella Baia di Baffin nel mese di agosto del 1845. La scomparsa della spedizione Franklin comportò subito un massiccio sforzo di ricerca in tutta la zona. Il destino degli equipaggi divenne più chiaro quando il medico John Rae della Compagnia della Baia di Hudson raccolse reperti e testimonianze delle popolazioni Inuit locali nel 1853. In seguito, ulteriori spedizioni fino al 1866 hanno confermato questi rapporti.
Il relitto della Erebus è stato oggetto di numerosissime vane ricerche fino a ottobre 2014 quando è stato ritrovato da una spedizione del National Geographic, in posizione verticale a 12 metri di profondità in buono stato di conservazione. Ispezioni condotte con ROV automatici all'interno hanno portato alla luce numerosi reperti che hanno permesso un'identificazione sicura del relitto.

## Fiction
Il romanzo Morsa di ghiaccio di Clive Cussler utilizza le vicende della Erebus e della Terror nel corso della trama. L'Erebus appare anche nel romanzo di Dan Simmons del 2007 La scomparsa dell'Erebus (da cui è stata tratta la serie tv The Terror) mentre l'avventura audio del Doctor Who intitolata Terror of the Arctic segue le vicende della Terror.
L'Erebus e la Terror sono state anche menzionate dal Capitano Nemo nel romanzo di Jules Verne Ventimila leghe sotto i mari per mostrare le difficoltà di circumnavigazione del Polo Sud.